# Cộng hòa Tự trị Bắc Epirus
Cộng hòa Tự trị Bắc Epirus (tiếng Hy Lạp: Αὐτόνομος Δημοκρατία τῆς Βορείου Ἠπείρου, Aftónomos Dimokratía tis Voreíou Ipeírou) là một thực thể tự trị ngắn ngủi thành lập do hậu quả của các cuộc chiến tranh Balkan vào ngày 28 Tháng 2 năm 1914 bởi những người Hy Lạp sống ở miền nam Albania (Bắc Epirotes).
Khu vực này, được gọi là Bắc Epirus (Βόρειος Ήπειρος) bởi những người Hy Lạp và với dân số Hy Lạp đáng kể, đã được quân đội Hy Lạp chiếm từ Đế chế Ottoman trong suốt đầu tiên cuộc chiến Balkan (1912-1913). Tuy nhiên, Nghị định thư Florence đã giao nó cho nhà nước Albania mới thành lập. Quyết định này đã bị từ chối bởi người Hy Lạp địa phương, và khi quân đội Hy Lạp rút về biên giới mới, một chính phủ tự trị đã được thiết lập tại Argyrokastron (tiếng Hy Lạp: Αργυρόκαστρον, hôm nay Gjirokastër), dưới sự lãnh đạo của Georgios Christakis-Zografos, người Hy Lạp địa phương phân biệt chính trị gia và cựu Bộ trưởng Bộ Ngoại giao, và với sự hỗ trợ ngầm từ Hy Lạp.
Trong tháng, nước cộng hòa tự trị được xác nhận bởi các cường quốc với Nghị định thư Corfu. Thỏa thuận này đảm bảo rằng khu vực này sẽ phải quản lý riêng của mình, công nhận các quyền của người dân địa phương và cung cấp cho chính phủ tự trị thuộc chủ quyền của Albania danh nghĩa. Tuy nhiên, nó không bao giờ được thực hiện bởi vì trong tháng 8, chính phủ Albania sụp đổ. Quân đội Hy Lạp chiếm lại khu vực này vào tháng 10 năm 1914 sau sự bùng nổ của thế chiến I. Theo kế hoạch Bắc Epirus sẽ được nhượng lại cho Hy Lạp sau chiến tranh, nhưng việc Ý rút ủng hộ và sự thất bại của Hy Lạp trong Chiến Dịch Tiểu Á dẫn đến chuyển nhượng cuối cùng của khu vực cho Albania vào tháng năm 1921.